# 永井みみ
永井 みみ（ながい みみ、1965年 - ）は、日本の小説家。神奈川県出身。千葉県在住。

## 経歴
2021年、ケアマネージャーとして働きながら執筆した「ミシンと金魚」で 第45回すばる文学賞を受賞してデビュー。
2022年、同作を単行本化した『ミシンと金魚』で第35回三島由紀夫賞候補、第44回野間文芸新人賞候補に選ばれ、第4回読者による文学賞を受賞する。

## 作品リスト

### 単行本
- 『ミシンと金魚』（2022年2月 集英社 ISBN 978-4087717860 / 2024年5月 集英社文庫 ISBN 978-4087446456）
  - ミシンと金魚 - 『すばる』2021年11月号
- 『ジョニ黒』（2023年11月 集英社 ISBN 978-4-08-771853-9）
  - ジョニ黒 - 『すばる』2023年6月号

### 単行本未収録作品

#### エッセイ・書評
- 「ふくげ。」[4] - 『青春と読書』2022年1月号
- 「ウィズコロナ」[5] - 『群像』2022年2月号
- 「赤い耳」 - 『新潮』2022年4月号
- 「寄る辺なき時代の、理想郷」（若竹千佐子『かっかどるどるどぅ』書評） - 『すばる』2023年8月号
- 「文一の本棚 村上龍『コインロッカー・ベイビーズ』」[6] - 『群像』2023年9月号
- 「日日是好日」 - 『すばる』2023年10月号 - 12月号
- 「台風の中心はいつも穏やかに晴れている」（金原ひとみ『ハジケテマザレ』書評） - 『すばる』2024年2月号
- 「三島由紀夫の文 『仮面の告白』」 - 『新潮』2025年2月号

#### 対談
- 「受賞対談 金原ひとみ×永井みみ」[7]- 『青春と読書』2022年3月号
- 「小説の醍醐味はBLにあり！?」（鴻池留衣との対談） - 「imidas」2024年11月29日更新[8]